# Miriam Shlesinger
Miriam Shlesinger (Florida, 20 de mayo de 1947- Kfar Saba, 10 de noviembre de 2012) fue una lingüista, traductóloga e intérprete israelí de origen estadounidense.

## Biografía
Miriam Shlesinger nació en 1947 en Florida. En 1964 se mudó a Israel para estudiar. Completó su licenciatura en la Universidad Hebrea de Jerusalén en Musicología y Lingüística Inglesa. A principios de la década de 1970, Shlesinger estudió Traducción en la Universidad de Bar-Ilan en Ramat Gan. Desde 1978 enseñó en el Instituto de Estudios de Traducción de la misma universidad. Completó su maestría en poética y estudios literarios en 1990 en la Universidad de Tel Aviv. Completó su doctorado en la Universidad de Bar-Ilan, donde fue directora del Instituto de Estudios de Traducción de 2003 a 2007.
Shlesinger fue jefe del Centro de Investigación de Política Lingüística en la Universidad Bar-Ilan Desarrolló un curso de Traducción en la Comunidad en el Language Policy Research Center para proporcionar habilidades básicas de interpretación a los estudiantes que hablaban idiomas minoritarios (como árabe, ruso o amárico) para que pudieran trabajar con inmigrantes recientes.
El 10 de noviembre de 2012 Shlesinger murió de cáncer de pulmón.

## Intereses de investigación
- Procesos cognitivos en traducción e interpretación.
- Interpretación comunitaria
- Estudios de traducción basados en corpus
- Interpretación judicial
- Política lingüística

## Premios
En 2001, la Copenhagen Business School convirtió a Shlesinger en doctor honoris causa. En 2007 fue profesora de los seminarios CETRA en KU Leuven en Bélgica.  En 2010, fue galardonada con el Premio Danica Seleskovitch. En 2011, se le otorgó el Premio a la Trayectoria de la Asociación de Traductores de Israel.

## Publicaciones principales
- Con Franz Pöchhacker (eds): The Interpreting Studies Reader. Routledge, Londres 2002.
- Con Anthony Pym y Zuzana Jettmarova (eds): aspectos socioculturales de la traducción e interpretación. John Benjamins, Ámsterdam y Filadelfia 2006.
- Con Franz Pöchhacker (ed. ): Interpretación sanitaria: discurso e interacción. John Benjamins, Ámsterdam y Filadelfia 2007.
- Con Anthony Pym y Daniel Simeoni (eds). Estudios de traducción descriptiva y más allá: Investigaciones en homenaje a Gideon Toury. John Benjamins, Ámsterdam y Filadelfia 2008.
- Con Rodica Dimitriu (eds): Traductores y sus lectores, en homenaje a Eugene A. Nida. Les Éditions du Hasard, Bruselas 2009.
- Con Franz Pöchhacker (eds): Hacer justicia a la interpretación judicial. Benjamins Temas actuales, Volumen 26. John Benjamins, Ámsterdam y Filadelfia, 2010.
- Coedición de la revista Interpreting: revista internacional de investigación y práctica en interpretación. Ámsterdam, John Benjamins, desde 2003.
- Franz Pöchhacker, Arnt L. Jakobsen, Inger Mees (eds): Interpreting Studies and Beyond: A Tribute to Miriam Shlesinger. Samfundslitteratur Press, Copenhague 2007.